# マックカフェ
マックカフェ (McCafé) とはマクドナルドが展開するシアトル系コーヒーチェーン店である。1993年にマクドナルドのアン・ブラウンが消費者のニーズに合わせエスプレッソコーヒーを提供するチェーンとしてオーストラリア・ビクトリア州メルボルンで立ち上げた。
マックカフェは通常のマクドナルド店舗と比べて売上が15%上回っているという報告がある。また2003年時点でオーストラリアとニュージーランドにおいて最大のコーヒーチェーン店となっている。

## 世界進出

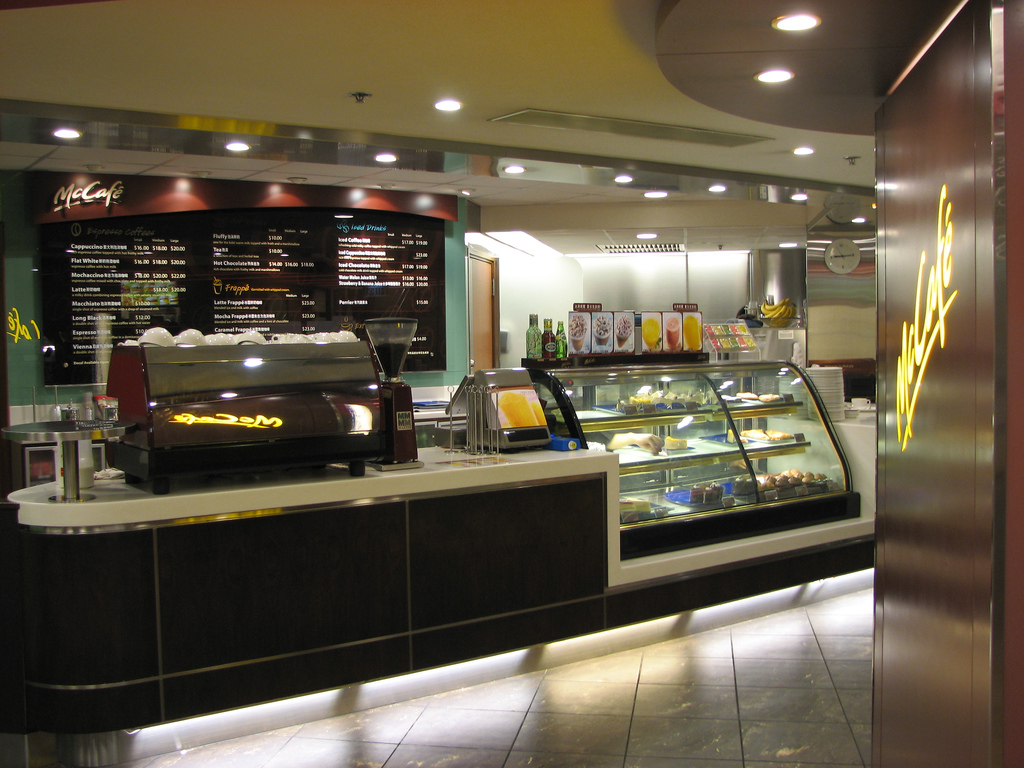
香港のマックカフェ

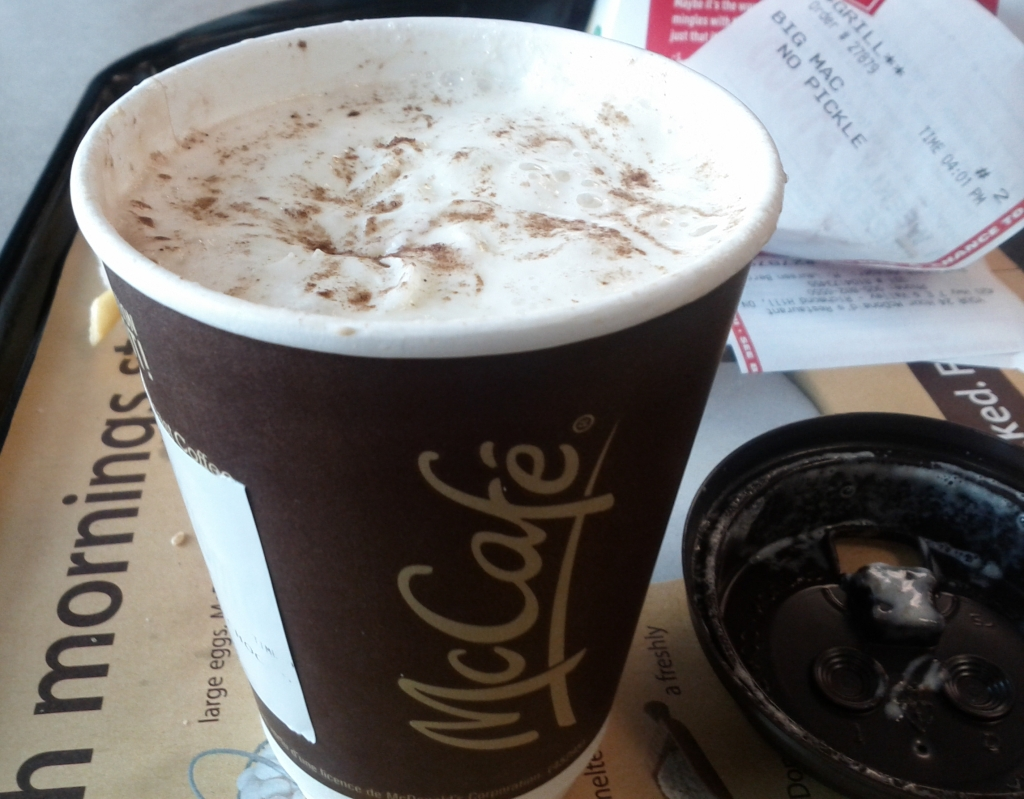
カナダで売られているマックカフェのホットチョコラテ

2001年5月、初の海外店舗としてアメリカ合衆国イリノイ州シカゴに出店したのを皮切りに世界中に約300店舗出店し、2002年時点で13箇国に出店した。2004年はコスタリカに出店した。マクドナルドの1部門にもかかわらず現在世界中に1,300店舗もある。なお日本での展開については日本マクドナルド#マックカフェを参照。
マクドナルドはアメリカ合衆国においてコーヒー関連商品のことをマックカフェと紹介しており、通常のマクドナルド店舗一角に設けた1コーナー方式で展開している他の国とは異なり、完全にコーヒー専門の別ブランドショップとなっている。
2008年6月28日に、スペイン・マドリードに出店。同年8月、既に国内でマクドナルドは最もよく知られている上、最大のファーストフードチェーンになっている南アフリカ共和国にも進出した。2009年末にはアメリカ合衆国においてマクドナルド店舗でもマックカフェの商品が販売されるようになった。2010年7月6日にエルサルバドルに進出し、エルサルバドル産コーヒーのみを提供している。2011年、ウクライナにも進出を始め、6月にキーウで3店舗出店した。
2010年7月、アメリカ合衆国にてフルーツ入りのスムージーを、同年11月にモカやホットチョコラテを、2011年7月にフローズンストロベリーレモネードやマンゴーパイナップルスムージーの販売を始めた。
2011年11月7日、マクドナルド・カナダは特定の店舗内限定だったマックカフェを全国展開すると発表した。またカナダにおけるマックカフェでは参加するマクドナルド店舗のメニューにはモカ、カプチーノ、エスプレッソ、アメリカーノ、ラテ、アイスラテ、アイスカフェモカ、ホットチョコラテが追加された。カナダのコーヒーショップ市場においてマックカフェを擁するマクドナルドはコーヒータイム、カントリースタイル、セカンドカップ、スターバックス、ティムホートンズ、ティモシーズと競合している。